# Salihorsk
Salihorsk (belarusiska: Салігорск, officiellt även ryska: Солигорск: Sologorsk) är en stad i Belarus. Den är belägen i sydvästra Minsks voblast ungefär 120 km från landets huvudstad Minsk. År 2016 hade den 106 503 invånare. Staden började byggas år 1958 och är en av de yngsta städerna i Belarus.